# Hängetrauma
Der Begriff Hängetrauma beschreibt einen lebensbedrohlichen Schockzustand, der auftreten kann, wenn man längere Zeit bewegungslos in einem Gurtsystem hängt. Die erzwungene aufrechte Körperhaltung (Orthostase) führt dazu, dass das Blut aufgrund der Schwerkraft in herabhängende Körperteile „sackt“. Das Hängetrauma ist als Krankheitsbild erst seit den 1970er Jahren bekannt.

## Ursache

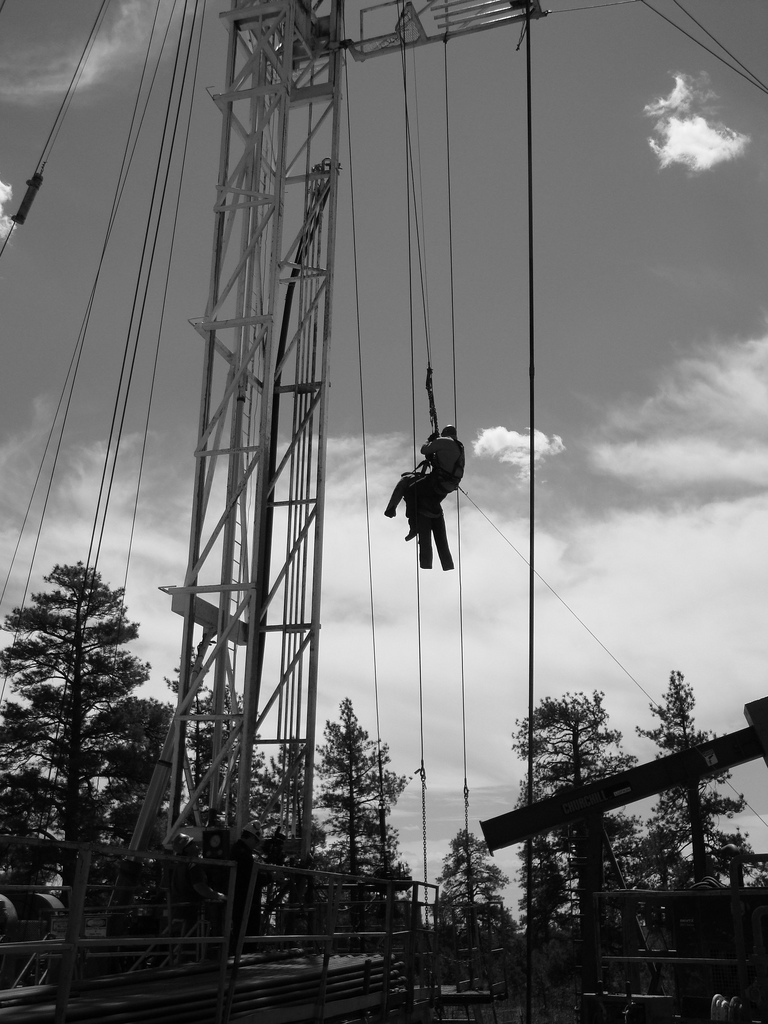
Langes bewegungsloses Hängen kann zum Hängetrauma führen.

Unfälle sind heutzutage die häufigste Ursache dafür, dass die betreffende Person längere Zeit in einem Gurtsystem bewegungslos aufrecht hängt. Mögliche Gründe für das regungslose Verharren können Erschöpfung, Unterzuckerung, Unterkühlung, technische oder psychische Probleme oder auch ein Schädel-Hirn-Trauma sein. Betroffen sind nicht nur Fallschirmspringer, Bergsportler oder Gleitschirm- und Drachenflieger, sondern vor allem auch berufsmäßige Höhenarbeiter und PSAgA-Benutzer.

## Krankheitsentstehung

### Normale orthostatische Reaktion
Wenn ein Mensch seine Körperlage vom Liegen zum Stehen ändert, „versacken“ unter normalen Bedingungen bis zu 600 ml Blut (bei Vorliegen von Krampfadern auch deutlich mehr) schwerkraftbedingt in den venösen Kapazitätsgefäßen der Beine.
Dadurch vermindern sich kurzzeitig Herzminutenvolumen und arterieller Blutdruck. Die Gegenregulation des Körpers (Orthostase-Reaktion) besteht in einer Verengung der Blutgefäße, Steigerung von Herzfrequenz und Katecholaminausschüttung sowie in einer Aktivierung des Renin-Angiotensin-Aldosteron-Systems mit dem Ziel, den Blutdruck wieder zu steigern. Synergistisch wirkt die Anregung der Muskelpumpe der Beine beim Stehen oder Gehen. Lokale Selbstregulationsmechanismen der Blutgefäße des Gehirns kompensieren dort einen kritischen Abfall der Durchblutung. Ist die Wirkung dieser Gegenregulation jedoch nicht ausreichend und die Durchblutung des Gehirns dadurch empfindlich reduziert, treten Schwindel oder gar Ohnmacht (orthostatische Synkope) auf. Unter Normalbedingungen verlässt die betroffene Person dabei unverzüglich die aufrechte Körperposition und setzt sich hin oder stürzt, wodurch sich die schwerkraftbedingten Veränderungen kurzfristig deutlich vermindern. Das Auftreten eines orthostatischen Schockzustandes ist unter diesen Bedingungen nicht zu erwarten.

### Entstehung des Hängetraumas
Beim freien Hängen in einem Gurtsystem ist einerseits im Falle einer Überforderung (Dekompensation) der orthostatischen Gegenregulationsmechanismen (Auftreten einer orthostatischen Synkope) eine Änderung der aufrechten Körperposition und damit eine Rückbildung der schwerkraftbedingten Veränderungen in aller Regel nicht möglich und andererseits fehlt dabei auch ein „Gegendruck“ auf die Füße, um den venösen Rückfluss durch eine Anregung der Muskelpumpe zu verbessern und damit das Herzschlagvolumen zu erhöhen. Im weiteren Verlauf „versackt“ das Blut zunehmend in die herabhängenden Körperteile, wodurch längstens binnen einer halben Stunde ein lebensbedrohlicher (orthostatischer) Schock und eine anhaltende Sauerstoffminderversorgung des Gehirns eintreten.
Erschwerend können schwerkraftbedingte Einschnürungen der Extremitäten durch das Gurtsystem im Sinne eines unblutigen Aderlasses oder gar eines Tourniquet-Syndromes und eine Varikosis hinzu kommen.
Letztlich entwickelt sich also eine Umverteilung des Blutes, die anfänglich zwar lediglich zu einer Überforderung der orthostatischen Gegenregulationsmechanismen des Körpers führt, in deren weiterem Verlauf jedoch ein so relevanter funktioneller Volumenmangel entsteht, dass sich ein Schockzustand in lebensbedrohlichem Ausmaß entwickelt.

## Symptome
Die Zeit bis zum Auftreten erster Symptome ist individuell sehr unterschiedlich. Sie können bereits nach wenigen Minuten, in der Regel jedoch spätestens nach 20 Minuten freien Hängens auftreten. Typisch sind dabei Blässe, Schwitzen, Kurzatmigkeit, Sehstörungen, Schwindel, Übelkeit, Blutdruckabfall und Taubheit der herabhängenden Beine.

## Therapie
Präventiv ist ein geeignetes Gurtsystem zu verwenden, das bei freiem Hängen weder die Atmung beeinträchtigt noch die Extremitäten abschnürt. Zusätzlich werden als Notfallausrüstung Seilschlaufen empfohlen. In diese kann der Verunfallte seine Füße stecken und sich dann mit den Beinen abstützen, um die Funktion der Muskelpumpe anzuregen. Diese Maßnahmen sind in der Anfangsphase auch therapeutisch einsetzbar. Entscheidend ist jedoch, den Patienten so schnell wie möglich aus der freihängenden Position zu retten.
Da es sich beim Hängetrauma um ein Schockgeschehen handelt, ist es ein notfallmedizinisches Krankheitsbild (Schock). Die frühere Empfehlung, den Patienten anfänglich aufrecht zu lagern, um einen Bergungstod zu vermeiden, wurde aufgrund neuerer Erkenntnisse abgelöst durch die Empfehlung einer initialen Flachlagerung mit unverändertem cABCDE-Algorithmus. Die Deutsche Gesetzliche Unfallversicherung empfiehlt seit 2021: „Die initiale Lagerung richtet sich nach dem Wunsch des Betroffenen. Häufig ist eine Flachlagerung sinnvoll.“

## Allgemeine Bedeutung

Künstlerische Darstellung einer Kreuzigung. (Hieronymus Bosch) um 1497

Das Hängetrauma ist ein seltenes Ereignis; seine Bedeutung wird unterschiedlich eingeschätzt. Berufsgenossenschaften sehen die Notwendigkeit, insbesondere in der Prävention (Arbeitsschutz) tätig zu sein. Etwa 20 dokumentierte Fälle, bei denen als Todesursache alleinig ein Hängetrauma anzunehmen ist, stammen aus den 1960er und 1970er Jahren. Lee et al. stellten daher die Frage, ob das Hängetrauma bei Anwendung moderner Gurtsysteme konkret oder lediglich als „theoretisches Risiko“ einzuschätzen sei, und fordern weitere Forschungsprojekte. Auch auf als sicher geltenden Baustellen wird in Einzelfällen von Unfällen berichtet, bei denen ein Hängetrauma als (Beinahe-)Todesursache naheliegt. Beim (Sport-)Klettern wird das Hängetrauma als eine sehr seltene Komplikation betrachtet, nach Aussagen des Deutschen Alpenvereins gibt es jedoch über Unfälle in diesem Bereich keine exakten Statistiken.

### Sport- und Arbeitsmedizin
Heutzutage spielt das Hängetrauma vornehmlich bei Unfällen über die notfallmedizinischen Aspekte hinaus eine Rolle. Geeignete Prävention und Therapie können grundsätzlich in vielen Fällen lebensrettend sein. Das Hängetrauma spielt daher sowohl in der Sport- als besonders auch in der Arbeitsmedizin eine Rolle.

### Hinrichtungen
A crucifixion victim would be in exactly the right position and situation to suffer excessive venous pooling and orthostatic shock: upright with no movement of the legs. (Zitat von) („Ein Kreuzigungsopfer befindet sich in genau der richtigen Position und Situation, um eine übermäßige venöse Stauung und einen orthostatischen Schock zu erleiden: aufrecht und ohne Bewegung der Beine.“)
Die Kreuzigung war in der Vergangenheit eine verbreitete Form der Hinrichtung. Die Betroffenen wurden dabei frei hängend in aufrechter Körperposition fixiert. In der Theologie wird das Hängetrauma als Ursache für den Tod Jesu am Kreuz diskutiert.

## Begriffsabgrenzung
Als Todesursachen beim Hängen gelten die Kompression der Halsweichteile mit möglicher Unterbindung der Gehirndurchblutung, Reizung des Sinus caroticus oder Ersticken sowie selten auch die Erhängungsfraktur (Bogenfraktur des Axis mit Spondylolisthesis und möglicher Kompression der Medulla oblongata).

## Erstbeschreibung
Der französische Arzt und Höhlenforscher Maurice Amphoux gilt als Erstbeschreiber des Hängetraumas. In den 1970er Jahren waren ihm ungeklärte Todesfälle unter Höhlenforschern aufgefallen, die nach einem zunächst harmlos wirkenden Absturz gestorben waren. Wenn es auch bereits Ende der 1960er Jahre erste Versuche mit frei hängenden Personen gegeben hatte, so war er es, der als Erster die These aufstellte, dass ursächlich für den zum Teil fatalen Ausgang eines Hängetraumas Herz-Kreislauf-Probleme („Kreislaufschock“) sind.